# Danny F II (hajó)
A Danny F II (eredetileg Don Carlos) egy 1975-ben épített teherszállító hajó volt, amit eredetileg gépjárműszállításra használtak. 1994-ben átépítették, hogy állatszállításra is alkalmas legyen, s ekkor kapta a Danny F II nevet. A hajó 2009. december 17-én Libanon partjainál felborult és elsüllyedt. A fedélzetén 83 ember, 10 224 bárány és 17 932 szarvasmarha volt. December 18-ig 39 tengerészt mentettek meg, s kilenc holttestre bukkantak. A túlélők után még napokig folyt a keresés. Az összes szállított állat elpusztult.

## Építése
A Don Carlos-t a finnországi Turkuban az Oy Wärtsilä Ab Turkui hajógyár készítette, eredeti lajstromszáma 1220 volt. Építése 1975. november 14-én kezdődött, s 1976 áprilisában került sor a vízre bocsátására. 202,61 m hosszú volt, árbócmagassága 28,15 m, merülési mélysége pedig 8,48 méteres volt. A hajó nettó tömege 14 478 BT, 7 258 NRT és 14 800 tonna volt a holtteher súlya. A beépített Sulzer 6RND 90 dízelmotorral csúcssebessége 20 csomó (37 km/h) volt.

## Története
A Don Carlos eredetileg a stockholmi székhelyű Rederei AB Soya számára készült. Először 1976. április 30-án bocsátották vízre. 1985. októberben a hajót eladták a szingapúri Wallenius Lines társaságnak. 1994-ben a szintén szingapúri BSA Transportation Pte, Ltd vette meg, mely átnevezte, s új neve Danny F II lett.
A Danny F II 1994. augusztus 15-én érkezett meg Szingapúrba, ahol állatok szállítására is alkalmassá tették. A munkálatokat a Pan United Shipyards végezte el. 1995-ben az ausztrál (frematle-i) Rachid Fares Enterprise Proprietary vette meg a hajót, s ezt követően Libéria zászlaja alatt rótta a tengereket. 2000. április 25-én a hajót átkeresztelték, új neve Danny F II lett, s St. Vincent és Grenadine zászlaja alatt hajózott ezután. 2000. szeptember 16-án megmentette a Madona 25 fős személyzetét, miután a teherszállító hajó a Kókusz (Keeling)-szigetektől 370 kilométerre északra elsüllyedt. 2005. október 24-én a Danny F II a panamai Falcon Point International, tulajdonaként lett bejegyezve.

## Elsüllyedése
2009. december 17-én a Danny F II a Földközi-tengeren a libanoni Tripolitól húsz kilométerre a rossz időjárás miatt elsüllyedt. Ekkor Uruguay fővárosából, Montevideóból Szíriába, Tartusba tartott. A fedélzetén 6 utas, 77 fős legénység, 10 224 birka és 17 932 szarvasmarha volt. 38 túlélőt sikerült kimenteni, de közülük öten, köztük egy férfi nem jutottak időben kórházba. A jelentések szerint a hajó brit kapitánya a fedélzeten volt, mikor a hajót az erős szél felfordította. Az összes jószág elpusztult.
Egy helyi idő szerint 15:55-kor (UTC szerint 13:55-kor) leadott vészjelzést követően a Libanoni Haditengerészet, az Egyesült Nemzetek Szervezetének Libanonban állomásozó hajóinak a segítségével mentőexpedíciót indítottak a roncsok felkutatására. Az utóbbi csoportban a Német Haditengerészet 12, az Olasz Haditengerészet 1 hajója, valamint az Egyesült Királyságnak az Akrotiri légi bázison állomásozó egyik Bell Grifin HAR2 típusú helikoptere is részt vett. A ciprusi rendőrség Bell 412 típusú helikopterei a Larnacai egyesített mentési koordinációs központ kérését követő az első óráktól részt vettek a mentésben.
A mentési erőfeszítéseket a rossz időjárás, a magas hullámok és a hajón szállított állatok lebegő tetemei nehezítették.

## Fordítás
- Ez a szócikk részben vagy egészben  a   MV Danny F II című angol Wikipédia-szócikk ezen változatának fordításán alapul.  Az eredeti cikk szerkesztőit annak laptörténete sorolja fel. Ez a jelzés csupán a megfogalmazás eredetét és a szerzői jogokat jelzi, nem szolgál a cikkben szereplő információk forrásmegjelöléseként.